# Víska u Jevíčka
Víska u Jevíčka – miejscowość i gmina (obec) w Czechach, w kraju pardubickim, w powiecie Svitavy. W 2022 roku liczyła 176 mieszkańców.